# Grabrovnica
Grabrovnica falu Horvátországban Verőce-Drávamente megyében. Közigazgatásilag Pitomacsához tartozik.

## Fekvése
Verőcétől légvonalban 20, közúton 23 km-re északnyugatra, községközpontjától légvonalban 4, közúton 9 km-re délnyugatra, Nyugat-Szlavóniában, a Drávamenti-síkságon, Dinjevac és Velika Črešnjevica között a megyehatáron fekszik. A megye egyik legnyugatibb települése. Jellegzetessége a falu közepén elterülő nagy beépítetlen térség, melyet a házak észak-déli irányban szegélyeznek. Ez a Berek, melynek helyén évszázadokig egy nagy tó volt, de az 1960-as években kiszárították. Ma focipálya és rét található a helyén.

## Története
Az ókorban itt haladt át az ősi római út a „via magna”, melynek nyomai a falu déli részén még ma is több helyen felfedezhetők. Körülötte több történelem előtti (Bajnice és Markov bajer), ókori és középkori (Podgoričke, Gušća, Vaktama) régészeti lelőhely található, mely azt bizonyítja, hogy ez a terület már ősidők óta lakott volt. A középkorban ez a terület a gorbonoki uradalomhoz tartozott, feltehetően több középkori falu is volt a határában, melyek nagyrészt a török hódítás során pusztultak el. A lakosság nagyrészt a biztonságosabb Nyugat-Magyarországra menekült. Ezután a terület több mint száz évig pusztaság volt.
Miután 1684-ben Verőcét felszabadították a török uralom alól a 17. század végén és a 18. század elején Kapronca, Kőrös, Szentgyörgyvár vidékéről, valamint Szlavóniának a török megszállástól korábban felszabadított területeiről új lakosságot telepítettek be. 1702-től 1789-ig az akkor alapított gorbonoki plébániához tartozott. Ezután a kozarevaci plébánia része lett és ma is oda tartozik. 1733-ban 9 háztartás volt a településen. 1780-ban 22 házban 273 lelket számláltak itt, de ebből 10 házban pravoszláv vallású lakosság élt. A lakosság már akkor, ahogy ma is főként a mezőgazdaságból élt.
1758-ban a szentgyörgyvári határőrezred alapításakor az ezred hatodik századának székhelye Pitomacsa lett. 12 település tartozott hozzá: Velika és Mala Črešnjevica, Sesvete Podravske, Suha Katalena, Kloštar Podravski, Kozarevac, Sedlarica, Grabrovnica, Otrovanec, Dinjevac, Kladare és Pitomacsa. Minden településen katonai őrállás volt a megfelelő személyzettel ellátva. Az első katonai felmérés térképén „Dorf Grabrovnicza” néven találjuk. Lipszky János 1808-ban Budán kiadott repertóriumában „Grabrovnicza” néven szerepel. Nagy Lajos 1829-ben kiadott művében „Grabrovnicza” néven 65 házzal, 260 katolikus és 148 ortodox vallású lakossal találjuk. 1871-ben megszüntették a katonai közigazgatást és Belovár-Kőrös vármegye Szentgörgyvári járásának része lett. Ezen belül Kloštar Podravski községhez tartozott. A 19. században többször is pusztított tűzvész a településen, 1839-ben, 1851-ben és 1873-ban, amikor a házak fele megsemmisült.
A településnek 1857-ben 354, 1910-ben 764 lakosa volt. 1910-ben a népszámlálás adatai szerint lakosságának 88%-a horvát anyanyelvű volt. Az I. világháború után 1918-ban az új szerb-horvát-szlovén állam, majd később (1929-ben) Jugoszlávia része lett. A II. világháború 1941 és 1945 között a németbarát Független Horvát Állam része volt. A háború után a település a szocialista Jugoszláviához tartozott. Az új közigazgatási felosztásban előbb a szentgyörgyvári, majd 1955-től a verőcei járáshoz tartozott. 1947-ben mezőgazdasági szövetkezet alakult. A kommunista uralom idején sok embertől vették el a földjét és sokan távoztak, hogy Nyugat-Európában munkát vállaljanak. 1958-ban bevezették az elektromos áramot. 1962-ben Szentgyörgyvár nagyközség része lett. 1966-ban lecsapolták és kiszárították a falu közepén álló mocsaras tavat. 1973-ban felépült a falu közösségi háza és aszfaltozták az utakat. 1991-ben lakosságának 99%-a horvát nemzetiségű volt. 1993-tól újra Verőce-Drávamente megye része. 2011-ben a településnek 405 lakosa volt.

## Lakossága
| Lakosság változása | Lakosság változása | Lakosság változása | Lakosság változása | Lakosság változása | Lakosság változása | Lakosság változása | Lakosság változása | Lakosság változása | Lakosság változása | Lakosság változása | Lakosság változása | Lakosság változása | Lakosság változása | Lakosság változása | Lakosság változása |
| ------------------ | ------------------ | ------------------ | ------------------ | ------------------ | ------------------ | ------------------ | ------------------ | ------------------ | ------------------ | ------------------ | ------------------ | ------------------ | ------------------ | ------------------ | ------------------ |
| 1857               | 1869               | 1880               | 1890               | 1900               | 1910               | 1921               | 1931               | 1948               | 1953               | 1961               | 1971               | 1981               | 1991               | 2001               | 2011               |
| 354                | 445                | 405                | 610                | 699                | 764                | 736                | 748                | 800                | 789                | 723                | 605                | 544                | 487                | 467                | 405                |

## Nevezetességei
- Szent Flórián tiszteletére szentelt kápolnája. A településnek 1912-ig egyetlen szakrális épülete sem volt, akkor építették a haranglábat. Ennek a haranglábnak a bővítésével épült fel 1983/84-ben a mai kápolna.
- Petar Preradović költő szülőháza, amelyet 1968-ban múzeumnak rendeztek be. Itt működik a helyi könyvtár és olvasóterem is. A ház 1775-ben épült és azt ezt követő száz évben többször is megújították.
- Grabovnica várának csekély nyomai.

## Kultúra
Az első könyvtár és olvasóterem 1925-ben nyílt meg. Az önkéntes tűzoltóegyletet 1942-ben alapították. 1973-ban megalapították az „Aktiv žena Grabrovnica” nőegyletet, melynek keretében folklórcsoport alakult. 1994-től KUD „Petar Preradović Grabrovnica” néven működik. Az első fellépésük 1974-ben volt. 1976-ban már felléptek a Zágrábi Nemzetközi Folklórszemlén. Azóta számtalan fellépésük volt.

## Oktatás
1852-ig a gyermekek Kloštarra és Szentgyörgyvárra jártak iskolába, majd Dinjevacra. A település első iskolája 1893. június 29-én nyílt meg. 1901-ben ezt az épületet bezárták és a régi katonai raktár bővítésével építettek új iskolát. A mai iskolaépület 2010/11-ben épült fel a falu központjában. A pitomacsai elemi iskolának négyosztályos alsó tagozatos területi iskolájaként működik.

## Sport
Az NK Croatia Grabrovnica labdarúgóklubot 1975-ben alapították.